# Chaudeney-sur-Moselle
Chaudeney-sur-Moselle is een gemeente in het Franse departement Meurthe-et-Moselle (regio Grand Est) en telt 672 inwoners (2004).
De gemeente maakt deel uit van het arrondissement Toul en sinds 22 maart 2015 van het op die dag opgerichte kanton Toul. Daarvoor hoorde het bij het kanton Toul-Sud, dat toen opgeheven werd.

## Geografie
De oppervlakte van Chaudeney-sur-Moselle bedraagt 8,3 km², de bevolkingsdichtheid is 81,0 inwoners per km². De plaats ligt aan de oostzijde van de Moezel op een paar kilometer ten zuiden van Toul.
De onderstaande kaart toont de ligging van Chaudeney-sur-Moselle met de belangrijkste infrastructuur en aangrenzende gemeenten.

## Demografie
Onderstaande figuur toont het verloop van het inwonertal (bron: INSEE-tellingen).